# جمال عبدون
جمال عبدون (انگلیسی: Djamel Abdoun؛ زاده ۱۴ فوریهٔ ۱۹۸۶) یک بازیکن فوتبال اهل الجزایر است.